# Kenneth Griffith
Kenneth Ewen Griffith (* 12. Oktober 1921 in Tenby, Pembrokeshire; † 25. Juni 2006 in London) war ein walisischer Schauspieler und Regisseur.

## Leben
Der aus Wales stammende Griffith meldete sich nach Schulabschluss zur Royal Air Force. Noch während des Zweiten Weltkrieges gab er am Old Vic Theatre sein Bühnendebüt als Schauspieler. 1941 folgte im Drama The Farmer’s Wife seine erste Filmrolle.
Er war dreimal verheiratet und hatte drei Söhne und zwei Töchter. Zu seinen engsten Freunden zählten die Schauspieler Peter O’Toole und Patrick McGoohan.

### Film und Fernsehen
In seiner über 60 Jahre währenden Schauspielkarriere wirkte Griffith in über 100 Film- und Fernsehproduktionen mit. Oft verkörperte er dabei versnobte und sinistre Charaktere. Er spielte in zahlreichen Komödien, unter anderem neben Peter Sellers (The Bobo), Frankie Howerd (Die Nacht der lachenden Leichen), Richard Attenborough (Das Baby auf dem Schlachtschiff) und Oliver Reed (in der schwarzen Komödie Mörder GmbH). Zu seinen weiteren Filmen zählen die Erstverfilmung von George Orwells 1984, das Historiendrama Der Löwe im Winter (mit Peter O’Toole), der Katastrophenfilm Die letzte Nacht der Titanic, der Thriller Tiger Bay (mit Horst Buchholz als kaltblütigem Mörder), die Söldner-Filme Die Wildgänse kommen und Die Seewölfe kommen sowie die Hugh-Grant-Filme Vier Hochzeiten und ein Todesfall und Der Engländer, der auf einen Hügel stieg und von einem Berg herunterkam.
Daneben übernahm er zahlreiche Rollen in Fernsehserien wie Nummer Sechs, der Comedy-Reihe Clochemerle (mit Hugh Griffith), der Historienserie Shaka Zulu um den gleichnamigen Häuptling. 1965 verkörperte Griffith in einer mehrteiligen BBC-Adaption von Thomas Manns Buddenbrooks, die als verschollen gilt, den „Christian Buddenbrook“.

### Dokumentationen
Daneben interessierte sich Griffith sehr für die Geschichte Südafrikas, woraus schließlich eine weitere künstlerische Tätigkeit erwuchs: 1967 drehte Griffith seinen ersten Dokumentarfilm über die Belagerung von Ladysmith im Burenkrieg. Es folgten verschiedene Dokumentationen über die Geschichte der britischen Präsenz in Südafrika, die Kriege mit den Zulu sowie ein Filmporträt der südafrikanischen Leichtathletin Zola Budd. 1972 drehte Griffith zudem einen Film über den IRA-Gründer Michael Collins, Hang Up Your Brightest Colours: The Life and Death of Michael Collins, der jedoch aufgrund seiner positiven Darstellung der IRA erst 1994 zur Aufführung gelangte.
Am 25. Juni 2006 starb Griffith in seinem Haus in Islington, London, an den Folgen der Parkinson-Krankheit.

## Filmografie (Auswahl)
- 1941: The Farmer’s Wife
- 1942: Der große Händel (The Great Mr. Handel)
- 1953: Das Gangster-Syndikat (36 Hours)
- 1955: Der Gefangene (The Prisoner)
- 1955: Der beste Mann beim Militär (Private's Progress)
- 1956: Das Baby auf dem Schlachtschiff (The Baby and the Battleship)
- 1956: 1984
- 1958: Die letzte Nacht der Titanic (A Night to Remember)
- 1958: Postlagernd Westminster (Chain of Events)
- 1959: Tiger Bay
- 1960: Der rote Schatten (Circus of Horrors)
- 1961: Lieben kann man nur zu zweit (Only Two Can Play)
- 1965: Buddenbrooks (Christian B.)
- 1967: Bobo ist der Größte (The Bobo)
- 1967: Flüsternde Wände (The Whisperers)
- 1968: Der Löwe im Winter (The Lion in Winter)
- 1968: Nummer 6 (The Prisoner; Fernsehserie, 2 Folgen)
- 1969: Mörder GmbH (The Assassination Bureau)
- 1971: Paul Temple (Fernsehserie, eine Folge)
- 1973: Die Nacht der lachenden Leichen (The House in Nightmare Park)
- 1976: Auf der Fährte des Adlers (Sky Riders)
- 1978: Die Wildgänse kommen (The Wild Geese)
- 1979: Der Aufpasser (Minder; Fernsehserie, 1 Folge)
- 1980: Die Seewölfe kommen (The Sea Wolves)
- 1982: Das Kommando (Who Dares Wins)
- 1986: Shaka Zulu (Fernsehserie)
- 1994: Vier Hochzeiten und ein Todesfall (Four Weddings and a Funeral)
- 1995: Der Engländer, der auf einen Hügel stieg und von einem Berg herunterkam (The Englishman Who Went Up a Hill But Came Down a Mountain)
- 2001: Very Annie Mary